# Мельничная (приток Илексы)
Ме́льничная — река в России, протекает в Онежском районе Архангельской области. Впадает в реку Илексу. Длина реки составляет 22 км.
В нижнем течении протекает через озеро Носовское.

## Данные водного реестра
По данным государственного водного реестра России относится к Балтийскому бассейновому округу, водохозяйственный участок реки — Водла, оз. Водлозеро, речной подбассейн реки — Свирь (включая реки бассейна Онежского озера). Относится к речному бассейну реки Нева (включая бассейны рек Онежского и Ладожского озера).
Код объекта в государственном водном реестре — 01040100312102000016433.